# Sfântu Gheorghe (Ialomiţa)
Pour les articles homonymes, voir Sfântu Gheorghe (homonymie).
Sfântu Gheorghe est une commune du județ de Ialomița en Roumanie.